# Édith Cresson
Edith Cresson (phát âm tiếng Pháp: [edit kʁɛsɔ̃] nhũ danh Campion, sinh ngày 23 tháng 1 năm 1934) là nhà khoa học, nhà hoạt động xã hội và chính trị gia người Pháp.
Cresson từng tham gia ủy ban tranh cử của ứng cử viên François Mitterrand vào năm 1965 rồi gia nhập Đảng Xã hội vào năm 1971. Rất nhanh sau đó, chỉ 4 năm sau, bà trở thành trưởng Ban thư ký của Đảng Xã hội. Cùng năm, bà thất bại trong cuộc tranh cử chức dân biểu tỉnh Vienne trước Pierre Abelin. 2 năm sau, bà giành chiến thắng bầu cử dân biển xã Thuré nhưng thất bại ngay năm tiếp theo. Cùng năm, bà thất bại trước Jean-Pierre Abelin ở cuộc tranh cử dân biểu chính thức — đối thủ chính trị lớn mà sau này bà chiến thắng vào các năm 1981, 1986 và 1988. Năm 1979, bà đắc cử Nghị sĩ châu Âu và giữ chức này tới năm 1981.
Năm 1981, bà được Thủ tướng Pierre Mauroy bổ nhiệm làm Bộ trưởng bộ Nông nghiệp. Tuy nhiên, bà không được lòng giới quản lý lẫn người nông dân vì những chính sách không hiệu quả. Năm 1983, bà trở thành Bộ trưởng bộ Thương mại và Du lịch, rồi tới năm 1984, Bộ trưởng bộ Thương mại, trực tiếp ký kết các hiệp định thương mại với Hoa Kỳ và Nhật Bản. Trong thời gian này, bà cũng trúng cử dân biểu của Vienne và Châtellerault.
Sau khi Mitterrand đắc cử Tổng thống Pháp vào năm 1988, Cresson trở thành Bộ trưởng bộ Châu Âu trong nội các của Michel Rocard. Bà là người phụ trách Năm Chủ tịch Liên minh châu Âu của Pháp (1989) cũng như thiết lập thị trường chung châu Âu (1991), đặc biệt trong việc thống nhất các điều khoản của Hiệp ước Schengen (1990) về tự do đi lại. Sau những bất đồng với Rocard trong các vấn đề châu Âu, bà về làm cố vấn cho Tập đoàn đa quốc gia Schneider Electric vào năm 1991.
Cresson không nằm trong các ưu tiên của Mitterrand cho vị trí Thủ tướng, sau Bộ trưởng Bộ Ngoại giao Roland Dumas và Chủ tịch Hội đồng Hiến pháp Robert Badinter. Tuy nhiên, bà lại được lựa chọn làm Thủ tướng vào tháng 5 năm 1991 khi Mitterrand quyết tâm tìm làn gió mới cho nội các sau 3 năm dưới sự điều hành của Rocard. Bà chính là người phụ nữ đầu tiên đứng đầu Chính phủ Pháp. Tuy nhiên bà nhanh chóng mất tín nhiệm không chỉ đối với nội các mà còn trong chính nội bộ Đảng Xã hội, khiến bà buộc phải từ chức chỉ sau chưa đầy 1 năm nắm quyền.